# Zpěvník
Zpěvník je kniha obsahující text písní, popřípadě i notový záznam jejich melodií nebo alespoň akordy pro doprovod. Bývá zpravidla tištěný, ale může být i ručně psaný. Zpěvník duchovních písní pro lid, určený zejména pro zpěv při křesťanských bohoslužbách, se nazývá kancionál.